# エリオット・マーク・ジョーンズ
エリオット・マーク・ジョーンズ（Elliott Marc Jones）とは、英国人のゲーム開発者である。
Redactemの生みの親として知られる。RedactemはIndieGameStandの最高の定格ゲームです。